# Переславль-Залесский (фильм)
«Переславль-Залесский» — научно-просветительский и документальный фильм, снятый в 1960 году в городе Переславле.
Фильм широко известен под названием «Переславль-Залесский», однако имел несколько названий:
- «Древний русский город Переславль-Залесский»,[1]
- «По историческим местам Переславля-Залесского».[2]
- «Памятники культуры города Переславля-Залесского».[3]

## Подготовка кинофильма
XXII съезд КПСС открыл для советских людей широкую возможность снимать любительские кинофильмы.
В 1958 году переславские кинолюбители закончили свой первый фильм «Празднование 1-го Мая в Переславле». Его подготовили работники фабрики киноплёнки Н. М. Ширшин и В. П. Батасов, учащиеся технического училища № 4 Матвеев и Титов, журналисты районной газеты «Коммунар» Е. А. Макеев и Б. П. Рогожин, оператор Р. А. Юстинов. Затем были фильмы о жизни училища, о праздновании Всесоюзного дня молодёжи.
Фильм «Переславль-Залесский» создан кинолюбителями переславской фабрики киноплёнки № 5. Его монтаж и озвучивание закончились в августе 1960 года. Звуковой фильм изготовлен на широкой плёнке.
Фильм состоит из трёх серий:
1. В первой серии показаны исторические и архитектурные памятники Переславля.[2] Это земляные валы, Спасо-Преображенский собор XII века, Александрову гору, Никитский монастырь, панораму Плещеева озера.[5]
2. Вторая серия рассказывает о поездке Владимира Ильича Ленина в Переславский уезд в усадьбу Ганшиных, о забастовках и революционном подъёме в городе и уезде.[1] Говорится о событиях 1905 года, о Великой Октябрьской социалистической революции.[6] Подробно показана роль переславских коммунистов в годы Гражданской войны.[1]
3. Третья серия показывает социалистические и культурные достижения современного Переславля.[2][6]

Авторами сценария стали краевед С. Д. Васильев и начальник отдела технического контроля фабрики киноплёнки Н. М. Ширшин. Консультантом выступил директор Переславль-Залесского историко-художественного музея К. И. Иванов. Съёмки обеспечил оператор киностудии Ярославского совнархоза Р. А. Юстинов.

## Прокат кинофильма
С сентября 1960 года кинофильм демонстрировался в кинотеатрах и клубах Ярославля и Ярославской области.
Картина была тепло принята переславскими зрителями.
В начале декабря 1960 года кинофильм показан Ленинградским телевизионным центром. Вечером 13 декабря он передан по второй программе Всесоюзного телевидения.
20 декабря москвичи увидели его в Большом зале Центрального Дома кино, где подводился итог Всероссийского смотра любительских кинофильмов. Московские зрители передали коллективу Переславской киностудии свою искреннюю благодарность.
Фильм демонстрировался в международном прокате. В начале 1961 года его увидели жители Чехословакии.
Затем он вышел на экраны Бельгии и других европейских стран.
Кинофильм долгие годы не сходил с экранов Переславского района.

## Оценка кинофильма в России
Осенью 1960 года кинофильм получил высокую оценку от участников Всероссийского совещания работников музеев-заповедников, архитектурных музеев и работников культуры Российской Федерации в Новгороде.
В ноябре 1960 года в Ленинграде проходил 2-й Всероссийский смотр любительских кинофильмов. Главное управление культурно-просветительных учреждений Министерства культуры РСФСР представило переславский фильм на этот смотр.
Фильм был выполнен на высочайшем уровне. Это отметили директор Центральной студии документальных фильмов В. С. Осьминин и кинорежиссёр Ф. И. Киселёв.
За особую научную познавательность и за любовь к родному городу, проявленную при создание кинофильма, Министерство культуры РСФСР премировало киностудию киносъёмочным аппаратом «Киев» и магнитофоном «Эльф».

## Оценка кинофильма в Европе
По рекомендации оргкомитета Союза работников кинематографии СССР кинофильм «Переславль-Залесский» выставлен на первом Международном фестивале любительских кинофильмов в Белграде.
Фестиваль проходил 19-21 мая 1961 года, фильм был удостоен Почётного диплома.